# NGC 7320
NGC 7320 (również PGC 69270, UGC 12101 lub HCG 92A) – galaktyka spiralna (Scd), znajdująca się w gwiazdozbiorze Pegaza w odległości około 40 milionów lat świetlnych. Została odkryta 23 września 1876 roku przez Édouarda Stephana. Wizualnie galaktyka ta stanowi część Kwintetu Stephana, znajduje się jednak znacznie bliżej Ziemi niż galaktyki tej zwartej grupy.